# Schlachtfett
Als Schlachtfett (auch Depotfett) bezeichnet man die überwiegend aus Fett bestehenden Bestandteile des Fleischs von Schlachttieren.
Die Teile bestehen zu mindestens 80 % aus reinem Fett, welches je nach Tierart, Alter und Fütterung außerdem aus Bindegewebe und Wasser bestehen. Man unterscheidet zwischen Organfett und Gewebefett.

## Organfett

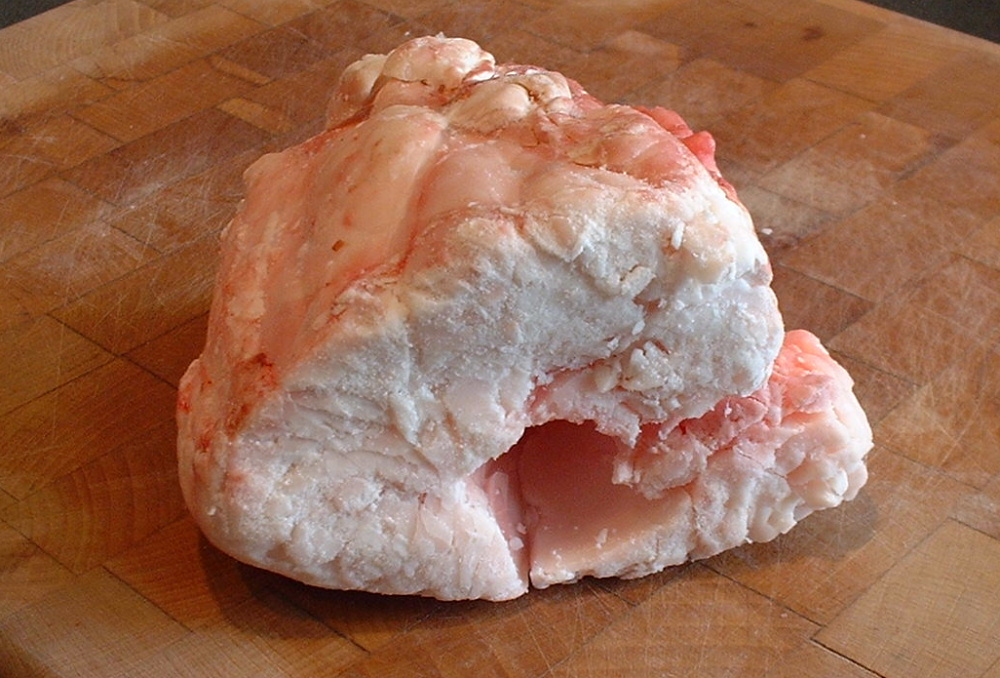
Frisches Rindernierenfett

Dieses Fett befindet sich direkt in und an den Inneren Organen der Tiere. In der Lebensmittelproduktion haben aber nur einige Teile Bedeutung:
- Rind – Nierentalg, Herztalg, Beckentalg, Euterfett und Sackfett (Hodenfett).
- Schwein – Flomen, Liesen, Herzfett, Beckenfett, Darmfett (Micker), Netzfett
- Schaf (Hammelfett) – Nierentalg, Netztalg

Aus Organfett wird meist Talg (Rinderfeintalg – Premier jus) oder Schmalz (Schweineschmalz) gewonnen.

## Gewebefett
Dieses Fett ist im Muskelgewebe eingelagert oder befindet sich als Fettschicht unter der Haut. In der Lebensmittelproduktion wird es fast vollständig verwendet.
- Rind – Rinderfleischfett
- Schwein – Rückenfett, Backenfett, Schinkenfett, Wammenfett, (Speck)
- Schaf – Muskelfett

Gewebefett wird besonders zur Herstellung von Fleischprodukten verwendet. Während Rinderfett allgemein für Rohwurstsorten und einfache Brühwurstsorten genutzt wird, hat die Herkunft des Schweinefetts deutliche Unterscheidungen zur Folge. Das hochwertige Kammfett wird für die Herstellung von Rohwurst, das Backenfett für Brühwurst und das Abschwartefett für Blut- und Leberwürste verwendet, während das Rückenfett allgemein zur Schmalzgewinnung verwendet wird.
Das Rindernierenfett wird traditionell im Yorkshire Pudding verwendet. Fett von anderen Teilen hat einen höheren Schmelzpunkt und ist daher zum Backen nicht geeignet.